# Itapissuma
Itapissuma est une ville brésilienne du littoral de l'État du Pernambouc.

## Géographie
Itapissuma se situe par une latitude de 07° 46′ 35″ sud et par une longitude de 34° 53′ 32″ ouest, à une altitude de 7 mètres.
Sa population était de 23 110 habitants au recensement de 2007. La municipalité s'étend sur 74 km2.
Elle fait partie de la microrégion d'Itamaracá, dans la mésorégion métropolitaine de Recife.
Elle fait également partie de la région métropolitaine de Recife.